# Neogene curitiba
Neogene curitiba is een vlinder uit de familie van de pijlstaarten (Sphingidae). De wetenschappelijke naam van de soort werd in 1908 gepubliceerd door Jones.